# Свищовско македонско благотворително братство
Свищовското македонско благотворително братство е местно дружество на българи емигранти от Македония и Одринска Тракия, съществувало в град Свищов, България.

## История
Дружеството е основано в края на XIX век като Македонско дружество, част от Македоно-одринската организация. На Втория македонски конгрес декември 1895 година делегат на дружеството е Константин Поменов. През ноември 1896 година на Третия конгрес на Организацията дружеството изпраща като делегат Коста Шахов. На Петия конгрес през юли 1898 година делегат е Антон Байраков, на Шестия конгрес през май 1899 година делегат е Любомир Милетич, на Седмия конгрес през август 1900 година, когато организацията и дружеството стават „македоно-одрински“, делегат е Янко Енчев, а на Осмия конгрес през август 1900 година делегат е Данаил Паунов.
След закриването на Македоно-одринската организация в 1903 година дружеството е възобновено като Македонско благотворително братство „Дамян Груев“ през 1924 година. Дружеството участва на конгресите на македонските благотворигели братства, на III Национален съвет на Съюза на македонските емигрнтски организации. Съставя македонско благотворително братство в село Морава, събира помощи за македонските бежанци в Свищовско и Бургаско, с благотворителна цел организира вечеринки, продажби на книги, значки и прочее.
На 3 август 1924 година е избрано ново настоятелство в състав Спас Мартинов (председател), Вангел Делев (подпредседател), Лазар Мишев (секретар) и съветници Христо Атанасов, Дино Каранаков, Мане Накашев, Борис Иваков и Никола Величков. На общо заседание от 1 март 1925 година братството си избира настоятелство в състав Спас Мартинов (председател), Вангел Делев (подпредседател), Лазар Мишев (секретар), Христо Атанасов, Моне Накашев и Дино Каранаков са съветници.
Стоян Мушмов, Вангел Делев, Борис Иванов, Христо Атанасов, Александър Златанов и други са сред инициаторите на учредително събрание на братството от 9 април 1934 година. В управителния съвет влизат Христо Атанасов Ангелов (председател), Вангел Делев Карталов (подпредседател), Георги Попхристов (секретар), Борис Иванов Стойков (касиер) и членове Стоян Апостолов Мушмов, Никола Величков Петров и Никола Христов Васев. В контролния съвет са Филип Георгиев Попов (председател), Александър Ст. Златанов и Филип Трайков Божинов са членове.